# Балабай, Александр Петрович
Александр Петрович Балабай (укр. Балабай Александр Петрович; 1912—1988) — советский украинский партийный и государственный деятель.

## Биография
Родился 7 сентября 1912 года в городе Ичня Российской империи, ныне Черниговской области Украины.
Работал трактористом в селе Червоный Колодязь (ныне Чистый Колодязь), затем был секретарем сельского совета этого же села. Член ВЛКСМ с 1927 года, член ВКП(б)/КПСС с 1939 года.
После окончания в 1933 году Нежинского института народного образования (историко-экономический факультет, ныне Нежинский государственный университет имени Николая Гоголя) работал директором школ в Черниговской области, в частности директором Перелюбской школы и Красно-хуторской детской колонии (ныне Краснохуторская общеобразовательная школа-интернат для детей-сирот). Затем служил в РККА.
В годы Великой Отечественной войны Александр Балабай был командиром партизанского отряда имени Чапаева, который влился в соединение партизанских отрядов Федорова А. Ф., где командовал ударным отрядом — второй ротой. В конце 1942 года Балабай в связи с контузией самолётом был эвакуирован в тыл. Находился на лечении, затем находился в распоряжении Украинского штаба партизанского движения до 23 сентября 1943 года, был комиссаром военного госпиталя, после чего был направлен в Чернигов, где занял пост первого секретаря Черниговского горкома партии.
C июля 1946 года Александр Петрович работал на Херсонщине, в райкомах партии различных районов и городов области. Тоді ж у Херсоні першим секретарем обкому партії був О.Федоров, в частности, был первым секретарём горкома партии города Новая Каховка. В 1960 году Балабай А. П. был избран председателем Херсонского областного совета профсоюзов. С декабря 1962 по январь 1966 года — секретарь Херсонского областного, а с 1966 по 1972 год — первый секретарь Херсонского городского комитетов коммунистической партии. Избирался на съезды коммунистической партии Украины, был депутатом Херсонского областного и городского совета народных депутатов.
Александр Петрович Балабай написал книгу «Красно таял снег» о жизни в партизанском отряде.
Умер 3 февраля 1988 года.
В РГАЛИ находятся документы, относящиеся к А. П. Балабаю.

## Заслуги
- Был награждён орденами Красного Знамени, Отечественной войны 1-й степени, двумя орденами Трудового Красного Знамени и орденом «Знак Почета», а также многими медалями.
- Почётный гражданин города Новая Каховка (1970).[6]